# Padules
Padules és una localitat de la província d'Almeria, Andalusia. L'any 2005 tenia 504 habitants. La seva extensió superficial és de 27 km² i té una densitat de 18,7 hab/km². Està situada a una altitud de 754 metres i a 52 quilòmetres de la capital de la província, Almeria.

## Demografia
| 1996 | 1998 | 1999 | 2000 | 2001 | 2002 | 2003 | 2004 | 2005 | 2006 | 2019 |
| ---- | ---- | ---- | ---- | ---- | ---- | ---- | ---- | ---- | ---- | ---- |
| 488  | 491  | 491  | 481  | 475  | 466  | 449  | 455  | 504  | 523  | 410  |